# Johanna Arenhövel

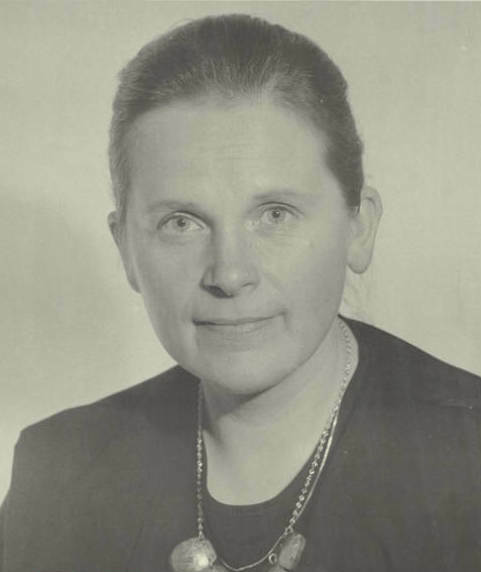
Johanna Arenhövel (1990)

Johanna Arenhövel (geborene Töpfer, * 24. März 1950 in Eisenach) ist eine deutsche Politikerin der CDU. Von 1990 bis 2004 war sie Mitglied des Thüringer Landtags für den Wahlkreis Erfurt I. Von 2004 bis 2015 war sie Gleichstellungsbeauftragte des Freistaats Thüringen.

## Leben
Johanna Arenhövel wuchs in Eisenach auf. Nach der Schule erlernte sie den Beruf der Apothekenfacharbeiterin und war u. a. in der Eisenacher Stadtapotheke tätig. Ab 1969 studierte sie Pharmazie in Leipzig. Beim Aufstand vom Dezember 1970 in Polen gab es auch unter den Studenten in Leipzig zahlreiche Debatten zum Demokratieverständnis und den Umgang mit einer Diktatur. Auf die Forderung nach Demokratie wurde sie mit fünf anderen Studentinnen vom Studium zwangsexmatrikuliert und zur „Rehabilitation“ in das „Kollektiv der sozialistischen Arbeit“ der Apotheke in Dresden-Friedrichstadt verwiesen.
Nach etlichen Jahren im kirchlichen Dienst in der Altenpflege schloss sie sich 1989 mit dem Beginn der friedlichen Revolution dem Demokratischen Aufbruch an, arbeitete aktiv im Landesvorstand und organisierte die erste freie Volkskammerwahl und die Kommunalwahlen mit.
Im September 1990 trat sie der CDU Deutschlands bei und kandidierte in Erfurt für den Thüringer Landtag, dem sie für den Wahlkreis im Erfurter Norden bis 2004 angehörte. Wesentliche Themen waren ihr stets die Kinderbetreuung, die Sozialpolitik und die Mitarbeit im Verfassungsausschuss für die Gestaltung einer demokratischen Verfassung.
Im August 2004 wurde Johanna Arenhövel Gleichstellungsbeauftragte des Freistaates Thüringen und damit für die Durchsetzung der verfassungsrechtlich gebotenen Gleichberechtigung von Frauen und Männern zuständig. Aber auch die Themen häusliche Gewalt, Zwangsprostitution und Menschenhandel gehörten zu ihren Aufgaben. Sie übte dieses Amt bis zu ihrer Pensionierung im Sommer 2015 aus und Katrin Christ-Eisenwinder folgte auf sie.
Bei der Landtagswahl 2014 kandidierte sie erfolglos für ein erneutes Landtagsmandat. Als Direktkandidatin im Wahlkreis Erfurt I erhielt sie 29,2 Prozent der Stimmen. Auf der Landesliste der CDU hatte sie auf dem 31. Platz kandidiert.
Viele Jahre war sie Mitglied der Erfurter Singakademie am Erfurter Opernhaus. Hier hat sie nicht nur in chorsinfonischen Konzerten, sondern auch in großen Opern im Extrachor mitgewirkt, so z. B. in Martha und im Tannhäuser. Sie ist verheiratet, katholisch und hat vier Kinder sowie zehn Enkelkinder.